# Салчи (Витербо)
Салчи је насеље у Италији у округу Витербо, региону Лацио.
Према процени из 2011. у насељу је живело 36 становника. Насеље се налази на надморској висини од 560 м.